# 混一色
混一色（又稱湊一色），是麻将的一种和牌形式。手牌中除字牌外僅有一种花色牌。日本麻将中的混一色在門清时3番、非門前时2番，香港麻雀為3番，廣東麻雀為3番或5番，台灣麻將為4台，国标麻将為6分。

## 概要
混一色容易和役牌和宝牌复合，形成满贯以上的和牌。另一个优点是比较容易形成听两张牌以上的听牌形式。不过，想做混一色时打出的牌比较不平均，容易让对手看出来。
混一色的高级形式是清一色，不过混一色本身已经很好，所以刻意从混一色转到清一色的情况并不多见。
日本麻将中，清一色和混一色统称为染手。

## 例子
（例）和役牌的複合
的双碰听牌。如果能有連風牌的刻子，就容易得到很多点数。
（例）和一气通貫複合
听三张牌。如果是，一气通貫就成立。
（例）和平和的複合
听。如果雀頭（北风）是客风的话，還可與平胡複合。这个例子里，也含有一盃口。
（例）和对对和複合
听，可以通过碰牌达到对对和的形式。在碰了一张牌的这种情况下，如果自摸的话三暗刻也成立。而如果自摸的话可以达到倍満。如果是役牌，還能多一翻。
（例）和七对子的複合
如果和领先者的分数差距很大，无论如何也需要跳満或者倍満时，可以考虑放弃碰牌做门清·混一色·七对子的复合，以上的例子中，即使两个对子的字牌都通过碰牌形成明刻子，距离跳满也还差一番。但是如果是门清·混一色·七对子的复合，就能通过立直正好达到跳満。如果有宝牌的话，甚至可能扭转倍满的差距。
（例）听多张牌的情况
根據來牌，可以能和形成和清一色類似的聽多張牌的情況。在這個例子裡，聽  这八張牌。此外，也有
的聽三張牌，或者
的聽四張牌的情况。

## 脚注
1. ↑  例如场风和自风都是“东”的时候，“东”的刻子是2翻
2. ↑  混一色2翻，对对和2翻，三暗刻2翻，发1翻，红宝牌1翻，合计8翻。